# Witolino (gmina Nowe Święciany)
Witolino (lit. Vitalina) – dawna osada kolejowa na Litwie, w okręgu wileńskim, w rejonie święciańskim, w gminie Nowe Święciany.
Dawniej używana nazwa – Szwintełka.

## Historia
W czasach zaborów zaścianek w gminie Zabłociszki, w powiecie święciańskim, w guberni wileńskiej Imperium Rosyjskiego. W 1905 roku liczył 2 mieszkańców, 16 dziesięcin, własność Gimżewskiego.
W dwudziestoleciu międzywojennym osada kolejowa leżała w Polsce, w województwie wileńskim, w powiecie święciańskim, w gminie Kołtyniany.
W 1931 w 6 domach zamieszkiwało 46 osób.